# Jan Eivind Myhre
Jan Eivind Myhre (født 26. april 1947) er norsk professor i historie ved Universitetet i Oslo. Myhres emneområder er især norsk og europæisk historie efter 1800, emnemæssigt især socialhistorie, historiografi, befolkningshistorie, migrationshistorie, byhistorie, barndomshistorie og videnskabshistorie.

## Karriere
- 1994-1996: professor ved NTNU
- 1991-2001: professor ved universitetet i Tromsø
- 2001-i dag: Universitetet i Oslo

## Forfatterskab
- "By-Tettsted-Urbanisering – En innledning", (i: Grethe Authén Blom (red): Urbaniseringsprosessen i Norden, Del 3: Industrialiseringens første fase, Universitetsforlaget, Oslo-Bergen-Tromsø 1977, ISBN 82-00-01666-8).
- "Urbaniseringen i Norge i industrialiseringens første fase ca. 1850-1914", (i: Grethe Authén Blom (red.): Urbaniseringsprosessen i Norden 3: Industrialiseringens første fase; Universitetsforlaget, Oslo-Bergen-Tromsø 1977; ISBN 82-00-01666-8)
- Sagene – en arbejderforstad befolkes 1801-1875 (Oslo 1978)
- Bærum 1840-1980 (Oslo 1982)
- "Urbaniseringen i Norge etter første verdenskrig" (Historica IV. Föredrag vid det XVIII Nordiska historikermötet i Jyväskylä 1981. Studia historica Jyväskyläensia 27; Jyväskylä 1983, s. 157-170)
- "Tilnærmning til byhistorien. På leting etter de urbane variabler" ((Norsk) Historisk Tidsskrift 2, 1987; s. 180-195)
- "Hovedstaden Christiania (1814 til 1900)". Oslo bys historie bind 3; Oslo 1990; ISBN 82-02-09144-6
- "Byernes hamskifte. Fra førindustriell til industriell by" (Einar Niemi og Hallvard Tjelmeland (red.): Nyere byhistorie i Norden. En seminarierapport; Institutt for sammfundsvitenskap, UiTø Skriftserie B, nr 32; Tromsø 1992, s. 21-33)
- Making a Historical Culture. Historiography in Norway (redaktør sammen med W.H. Hubbard, Sølvi Sogner og Trond Nordby Første samlete engelskspråklige fremstilling av historiefagets utvikling i Norge. (1995)
- I nasjonalstatens tid 1814-1940 Norsk innvandringshistorie bind 2, med Einar Niemi og Knut Kjeldstadli (2003)
- "Den eksplosive byutviklingen 1830-1920" (Norsk byhistorie: urbanisering gjennom 1300 år (medforfatter, Del III, Oslo 2006; ISBN 82-530-2882-2)